# Weston (Nottinghamshire)
Weston is een civil parish in het bestuurlijke gebied Newark and Sherwood, in het Engelse graafschap Nottinghamshire met 393 inwoners.